# Woningontruiming
Woningontruiming ofwel boedelruiming is het leeghalen van de inboedel van koop- en huurwoningen na verkoop van de woning of een overlijden.
Onder meer verhuisbedrijven, kringloopwinkels en schoonmaakbedrijven zijn geregeld betrokken bij boedelruimingen.

## Nederland
Voor het ontruimen van huurwoningen moet er eerst door een kantonrechter een ontruimingsvonnis zijn gegeven en moet de verhuurder de verhuurovereenkomst hebben opgezegd.